# Parapercis ramsayi
Parapercis ramsayi is een straalvinnige vissensoort uit de familie van krokodilvissen (Pinguipedidae). De wetenschappelijke naam van de soort is voor het eerst geldig gepubliceerd in 1883 door Steindachner.